# مقاطعة برنيك
محافظة برنيك (بالبلغارية: Област Перник)‏ هي إحدى مقاطعات بلغاريا تقع في غرب بلغاريا. يقدر عدد سكانها بـ 133,530 نسمة ومساحتها 2,390.5 كم2 .

## الموقع
موقع المقاطعة بين مقاطعات بلغاريا: